# سكاكة (الجزائر)
سكاكة هي احدي القرى الفلاحية تقع في بلدية برج الأمير عبد القادر ولاية تيسمسيلت الجزائرية بنيت سنة 1974 على بعد 5 كلم عن مقر البلدية يبلغ عدد سكانها 1400 نسمة سنة 2008 يزاول سكانها الفلاحة إضافة إلى الحرف التقليدية يمر بهذه القرية الطريق الوطني رقم 60
تقع بالقرب منها عدة مداشر منها دوار بشموم السباعات حدود ولاية المدية الفرشة